# 雷撃深度一九・五
『雷撃深度一九・五』（らいげきしんどじゅうきゅうてんご）は、池上司による日本の小説作品。太平洋戦争末期、帝国海軍イ58潜水艦による米国海軍重巡洋艦インディアナポリスの撃沈の史実を元にした軍事フィクション。

作者のデビュー作である。
2002年に漫画化。2009年6月13日に本作をベースにした映画『真夏のオリオン』が公開された（東宝配給）。

## 概要
著者が作家の秘書をしていた際、その作家の作品の映画化が決まり、著者は撮影現場にアドバイザーとして通っていた。クランクアップが迫ったある日、著者が太平洋戦争に詳しいことを知ったプロデューサーが次の潜水艦ものの戦争映画の企画の相談を受け、南太平洋で米重巡インディアナポリスが伊58潜水艦に撃沈された事件を元に企画書を作成。企画書は映画会社の企画会議にまで上がったものの、不採用となってしまった。著者は宙に浮いてしまった企画を元に、1年をかけて執筆したのが本作である。
なおインディアナポリスによる原子爆弾の輸送と帰途におけるイ58によるインディアナポリスの撃沈は史実である。この作品はそれにフィクションを付け加えることによりエンターテイメント性を増している。(文庫本あとがきによれば内容の少なくとも半分は真実でありあとはフィクション)。日本海軍側の登場人物はほぼ創作であり、米軍側は大半が実在の人物である。

## あらすじ
太平洋戦争末期、帝国海軍「イ58潜水艦」艦長の倉本少佐は、レイテ沖にて重要船舶が通過するという情報をもとに人間魚雷「回天」による攻撃出撃命令を受ける。
一方、永井少将は第四艦隊事件の解決方針をめぐって海軍上層部と対立し、左遷された結果、ヒ88K船団という輸送船団の船団司令として勤務していたが、乗っていた船を敵潜水艦に撃沈され漂流していたところをイ58潜水艦に救助される。
アメリカ海軍重巡洋艦「インディアナポリス」艦長であるマックベイ三世艦長は、護衛もなく軍上層部の権力闘争による故意の情報漏れを疑いながら、日本を攻撃するための原子爆弾を運ぶためにテニアンに向かう命令を受ける。
かつて開戦前に魚雷戦法の机上演習で戦い破れたマックベイと永井の因縁の対決が描かれる。

## 登場人物

### 日本側
倉本孝行
伊号第58潜水艦の艦長で、階級は少佐。年齢は36歳。太平洋戦争開戦当時、伊24潜水艦の先任士官と水雷長を兼任していた。1942年7月に呂31潜水艦の艦長になる。その後、呂44潜水艦、伊158潜水艦の艦長を経て、1944年9月に伊58潜水艦の艤装員長となった。経験豊かな海軍士官とは言い難いが、部下からの信頼は厚い。
永井稔
階級は予備役少将。南号作戦の中止で置き去りにされた輸送船に積めるだけの物資と軍属を乗せ、シンガポールから単独でやってきた輸送船9隻と、護衛艦3隻で組んだアモイ発のヒ88K船団の船団司令として貨客船黒竜丸（大阪商船:7,369トン）に乗り組んだ。元々は重巡「那智」の艦長をしていたが、第四艦隊事件で切断され、浮かんでいた駆逐艦「初雪」の艦首を曳航するために、たまたま近くで操業をしていた民間の漁船に助力を仰いだことに関して海軍上層部から非難を受け、左遷された。左遷される前は魚雷戦法のエキスパートであった。
田村俊雄
伊号第58潜水艦の先任将校で、水雷長。階級は大尉。今回の任務のように、尊い人命のかかった回天を、戦果の期せない作戦に使用するのに不満をもっている。航海長の中津大尉とは日ごろから反りが合わない。
中津弘
伊号第58潜水艦の航海長で、階級は大尉。田村大尉の以前の言動から、彼は回天攻撃に反対なのではないかと気にしており、それが原因で彼に反感をもっている。
萩原誠
伊号第58潜水艦の軍医長で、階級は中尉。負傷した永井少将の治療を担当した。今回の任務が潜水艦に乗り組んでから初めての仕事である。元々は大阪帝国大学の医局員で、専門は産婦人科。自分にまで軍医としての召集が来ることに、それほど日本は切迫していると考えている。
桑田寛
伊号第58潜水艦の機関長で、階級は大尉。
黒木中尉
伊号第58潜水艦の乗組員。まだ実戦経験がないが、倉本少佐に当直士官に指名されることがあり、期待されている。
島田上等兵曹
伊号第58潜水艦の乗組員で、艦首魚雷発射管に配属。魚雷は航続距離が長いほうが戦いで有利になると考えており、今回の任務では、呉の弾薬庫にもなかった九五式一型酸素魚雷をわざわざ取り寄せた。
萩原船長
貨客船黒竜丸の船長。永井少将に信頼を寄せている。
高橋少佐
ヒ88K船団の護衛艦隊の司令官で、駆逐艦汐風の艦長。永井少将が重巡那智の艦長だったころ、新任少尉として乗り組んできた。当時から永井少将に信頼を寄せており、彼のことを『先生』と呼んでいる。

### アメリカ側
チャールズ・バトラー・マックベイ三世
実在の人物。米重巡インディアナポリスの艦長。海軍兵学校時代は『ケルビュ』（天使）というあだ名で呼ばれていた。米国の水雷戦学校の教官だった時代、日本の駐在武官だった永井少佐（当時）の講演の後の図上演習で、完敗した。また、彼の妻が自動車事故を起こしたときに彼女を助けたのが永井少将だったことなど、彼と不思議な因縁がある。図上演習で永井少将に負けたことを根に持っており、いつか彼を負かしてやりたいと考えている。
ジョセフ・A・フリン
米重巡インディアナポリスの副長兼応急修理班班長。1928年、軽巡洋艦ミルウォーキーの水雷科士官でサンフランシスコのプレシディオ水雷戦学校へ出向したとき、魚雷戦基本理論の教官をしていたマックベイ三世艦長に初めて出会った。経験が豊富で、正しい知識と的確な判断を持つため、彼に重宝されている。
ジェームズ・P・スタントン
米重巡インディアナポリスの水雷長兼先任将校。艦長のマックベイ三世と仲が良く、駆逐艦の艦長を経験したこともあって、彼の期待を受けている。
ロバート・ファーマン
陸軍マンハッタン工兵管区の砲兵少佐。サンフランシスコからテニアンまでの原爆輸送の監督を務める。えらそうな態度と、人を信頼していないかのような言動に米重巡インディアナポリスの乗組員に不快感を抱かせているが、本人にはその自覚がない。
ローレンス・L・エッジ
実在の人物。米潜水艦ボーンフィッシュの艦長で、階級は中佐。富山で第三十一海防隊の攻撃を何とか切り抜けたものの、満身創痍となったボーンフィッシュを指揮して石垣島西方を浮上航行中に大破した黒竜丸を発見。攻撃を指示し、体当たりを敢行する同船をなんとか撃沈した。
アーネスト・キング
実在の人物。階級は大将で、作戦部長。戦争が終われば、作戦部長は引退する慣習となっているため、そうなれば自分に畏敬の念をもって接してくれる人がいなくなるのではないかと考えている。マッカーサー元帥が原爆を欲しがっていること、彼が台湾にそれを落とそうとしていることに強い危機感を感じており、なんとしても彼に原爆を渡さないために情報をリークし、米重巡インディアナポリスに護衛の駆逐艦を随伴させなかった。
デグレープ中佐
米重巡インディアナポリスの機関長。機関は自分と同じ老齢で、よく労わってやれば、それに応えて頑張ってくれると考えている。艦がハワイに到着した際に、定年で艦を降りることになっている。後任のレッドメイン中尉は、利発で明るく、研究熱心な点を買っているが、年齢が20歳そこそこで経験に乏しく、予想されない事態に対する即応性に不安を、機関をただの機械としてみることに不満をそれぞれ持っている。
シンクレーア三等水兵
米重巡インディアナポリスの乗組員で、見張り員。今回の任務がインディアナポリスに乗ってから初めての航海である。サンフランシスコに停泊中のインディアナポリスから、アラモゴードの原爆爆発実験で生まれた火球をはっきりと視認できるほど眼が良く、マックベイ三世艦長からもその眼の良さを褒められている。
サイクス少尉
米重巡インディアナポリスの艦載機、OS2Uキングフィッシャー一番機の後部偵察員席乗員。身長が5フィート5インチ（166cm）しかないため、「ビッグマン」のあだ名が与えられ、それがそのまま乗機のコードネームとなっている。
ロウ准尉
米重巡インディアナポリスの艦載機、OS2Uキングフィッシャー三番機の後部偵察員席乗員。弟が陸軍に所属しており、彼がドイツで手に入れたカメラを持ち歩いている。戦果をあげたらそのカメラで写真をとって「ライフ」に売り込もうと考えている。ギャンブルに凝っていて、それが原因で盗癖がある。彼の盗癖はインディアナポリスに来てからサイクス少尉を含めた仲間たちを悩ませていたが、現場を押さえられていないので見逃されてきた。

## 書籍情報
- 単行本 新潮社 1996年7月 ISBN 978-4104127016
- 文庫本 文藝春秋 2001年1月 ISBN 978-4167206024